# دوري جزر كوك لكرة القدم 1982
دوري جزر كوك لكرة القدم 1982 (بالإنجليزية: 1982 Cook Islands Round Cup)‏ هو موسم من دوري جزر كوك لكرة القدم. فاز فيه Titikaveka F.C. ‏.